# Hans Weber (Widerstandskämpfer)
Hans Weber (* 8. Oktober 1912 in Regensburg; † 9. Dezember 2003 ebenda) war Mitglied der Sozialdemokratischen Partei Deutschlands (SPD), „Moorsoldat“ und Bürgermeister in Regensburg. Die Regensburger SPD verleiht seit 2006 den nach ihm benannten Hans-Weber-Preis für mehr Toleranz und Demokratie.

## Leben

### Jugend
Hans Weber stammte aus einer Regensburger Eisenbahnerfamilie. 1926 mit 14 Jahren begann er eine Elektrikerlehre und trat sowohl den Freien Gewerkschaften als auch der SPD bei. Daneben erwarb er sich an einer Handelsschule die Mittlere Reife. Daneben war er bei der Arbeiterjugend und den Falken aktiv. Am 1. Mai 1933 sollte er hauptamtlicher Jugendsekretär der SPD werden. Durch die Besetzung und Beschlagnahme der Büros und Organisationsräume und dem am 14. Juli 1933 verhängten Verbot der SPD konnte er die Stelle aber nicht antreten.

### NS-Zeit
Nach der Machtübernahme Hitlers und dem Verbot der SPD setzte er den Kampf gegen den Nationalsozialismus, welchen er schon früher bekämpft hatte, fort. Insbesondere tat er dies als Glied eines Netzes von Sozialdemokraten, das mit Hilfe von Hans Dill, dem ehemaligen Reichstagsabgeordneten, der als Grenzsekretär in Mieß fungierte, die Verbindung untereinander aufrechterhielt. Weber schmuggelte sozialdemokratisches Material, darunter die im Prager Exil von der Sopade gedruckten Parteizeitungen Neuer Vorwärts und Sozialistische Aktion, unter größten Gefahren über die bayerisch-tschechische Grenze und verbreitete es bis nach Nürnberg und München. Zu diesem Zweck war er mit dem Fahrrad oder Motorrad oder auch zu Fuß in ganz Bayern unterwegs.
Bereits im Frühling 1934 gelang es der Gestapo in den Widerstandszirkel einzubrechen. Bayernweit wurden mehr als 150 Personen verhaftet, am 12. Mai auch Hans Weber. Mit ihm wurden auch seine spätere Ehefrau Martha, geborene Bayerer, ebenso wie deren Mutter Lina Bayerer fast zehn Monate in Untersuchungshaft festgehalten. Im Februar 1935 wurde Hans Weber zusammen mit seinem späteren Schwiegervater, Alfons Bayerer, ein ehemaliger SPD-Parteisekretär und Landtagsabgeordneter, wegen Hochverrats verurteilt. Alfons Bayerer wurde in der Haft so gequält, dass er an den Folgen der Haft starb. Das Urteil für Hans Weber lautete auf 4 Jahre Zuchthaus und 5 Jahre Ehrverlust. Er verbüßte die Strafe in den Zuchthäusern Straubing und Amberg, dann als „Moorsoldat“ im Emslandlager Aschendorfermoor, einem zu den berüchtigten Emslandlagern zählenden Konzentrationslager. Anschließend wurde er in Schutzhaft genommen und verbrachte weitere drei Monate im Gefängnis in Lingen (Ems). Im Mai 1939 wurde er entlassen, blieb allerdings unter Polizeiaufsicht.
Zunächst für wehrunwürdig erklärt, wurde er 1942 in die Strafdivision 999 (offiziell als Bewährungseinheit bezeichnet) eingezogen und nach Nordafrika verbracht. Die Division, im Jargon der Soldaten des Afrikakorps als „Verbrechertruppe“ bezeichnet, wurde gerne zu den gefährlichsten Aufträgen wie zum Minenräumen und auf verlorenen Posten eingesetzt.
Auf Menschen geschossen hat Hans Weber dort zu keinem Zeitpunkt. Mit der Kapitulation des Afrikakorps im Mai 1943 geriet Weber in französische Kriegsgefangenschaft. Noch in der Gefangenschaft begann er wieder mit der politischen Arbeit. Ihm und anderen in die Wehrmacht Gezwungenen wurde erlaubt, täglich über den Lagerdrahtfunk Nachrichtensendungen zu organisieren sowie eine Lagerzeitung herauszugeben. Dennoch wurde Hans Weber erst im Januar 1947 wegen Krankheit aus der Kriegsgefangenschaft entlassen.

### Politisches Engagement in der Bundesrepublik
Nach der Rückkehr aus der Gefangenschaft engagierte er sich sofort wieder politisch. Er wurde persönlicher Sekretär von Karl Esser, dem führenden Kopf der Ostbayerischen SPD und späteren Herausgeber der „Mittelbayerischen Zeitung“. 1952 wurde er hauptamtlicher Sekretär bei der Gewerkschaft ÖTV (Kreisverwaltung Regensburg) und erstmals auch in den Regensburger Stadtrat gewählt. Diesem gehörte er ohne Unterbrechung 38 Jahre lang bis 1990 an. Unter dem SPD-Oberbürgermeister Rudolf Schlichtinger war Hans Weber von 1961 bis 1972 Bürgermeister der Stadt. Nach dem Rückzug aus dem politischen Tagesgeschehen blieb er in verschiedenen Vereinen aktiv, kümmert sich um die Senioren und vertrat als einer der wenigen, die noch am Leben waren, die Arbeitsgemeinschaft ehemals verfolgter Sozialdemokraten.
Viele Jahre lang war Hans Weber ein häufig und auch überregional eingeladener Zeitzeuge des sozialdemokratischen Widerstands gegen den Nationalsozialismus. Hans Weber verband solche Berichte aber auch immer mit einer Mahnung für die Gegenwart, die aktuelle Gefahr von Rechts nicht zu unterschätzen.

## Ehrungen
Hans Webers erfolgreiches Wirken in vielen Bereichen des Öffentlichen Lebens spiegelt sich auch in den ihm verliehenen Auszeichnungen wider:
- Bundesverdienstkreuz am Bande
- Kommunale Verdienstmedaille des Freistaates Bayern
- Silberne Bürgermedaille der Stadt Regensburg (11. Dezember 1975)
- Goldene Bürgermedaille der Stadt Regensburg (10. November 1981)
- Georg-von-Vollmar-Medaille
- Städtepartnerschaftspreis der Stadt Regensburg

2001 wurde er von seinem SPD-Ortsverein Innerer Westen für 75 Jahre Mitgliedschaft in der SPD geehrt.

## Hans-Weber-Preis für Toleranz und Demokratie
Der SPD-Unterbezirk verleiht seit 2006, dem dritten Todestag Hans Webers, alle zwei Jahre im Gedenken an Hans Weber den Hans-Weber-Preis für Toleranz und Demokratie. Der Preis ist mit insgesamt 2.500 Euro dotiert und wird von einer Jury, bestehend aus SPD-Mandatsträgern, Jüdischer Gemeinde, Stadt- und Kreisjugendring und der Familie Weber vergeben. Der Preis wurde am 9. Dezember 2006 erstmals verliehen. Laudator im Regensburger Runtingersaal war der ehemalige Oberbürgermeister von München und SPD-Vorsitzende Hans-Jochen Vogel. Ausgezeichnet wurde das Aktionsbündnis gegen Rechts aus Dietfurt, die Schülermitverwaltung des Von-Müller-Gymnasiums und vier Schülern der BOS-Vorklasse, jetzt BOS (Berufsoberschule).

## Kontroversen
Auf Vorschlag von SPD und CSU Regensburg sollte die neu gebaute Grundschule Prüfening den Namen „Hans Weber“ erhalten. Elternbeirat und Lehrerkollegium sprachen sich mehrheitlich gegen diesen Namen aus. Sie wollen die Schule nach dem Theologen Sebastian Killermann benennen, denn es „sei zu schwierig, den Kindern zu erklären, was es mit Weber auf sich habe“. Killermann gehört zu 900 Wissenschaftlern, die am 11. November 1933 das „Bekenntnis der Professoren an den Universitäten und Hochschulen zu Adolf Hitler und dem nationalsozialistischen Staat“ unterzeichnet haben.